# 3D-проєкція
3D проєкція — це будь-який спосіб відображення тривимірних точок на двовимірній площині. Оскільки більшість сучасних методів для відображення графічних даних базуються на планарних (піксельна інформація з декількох бітових площин) двомірних середовищах, використання цього типу проєкції широко поширене, особливо в галузі комп'ютерної графіки, інженерії та креслення.

## Ортогональна проєкція
Коли людське око дивиться на сцену, віддалені об'єкти виглядають меншими, ніж об'єкти поруч. Ортогональна проєкція нехтує цим ефектом, що дозволяє створювати креслення в масштабі для будівництва і машинобудування.
Ортогональна проєкція — це невеликий набір перетворень, який часто використовується, щоб показати профіль, деталі або точні розміри тривимірного об'єкта.
Якщо нормаль площини перегляду (напрямок камери) паралельна одній з координатних осей (тобто, {\displaystyle X}, {\displaystyle Y} або осі {\displaystyle Z}), то математичне перетворення виглядає наступним чином; Для проєктування 3D-точки {\displaystyle a_{x}}, {\displaystyle a_{y}}, {\displaystyle a_{z}} на 2D точку {\displaystyle b_{x}}, {\displaystyle b_{y}} ортогональною проєкцією, яка паралельна осі Y (вид профілю), то можна використати наступні рівняння:
{\displaystyle b_{x}=s_{x}a_{x}+c_{x}}
{\displaystyle b_{y}=s_{z}a_{z}+c_{z}}
де вектор s — довільний масштабний коефіцієнт, а c являє собою довільне зміщення. Ці константи не є обов'язковими, і можуть бути використані, щоб правильно вирівняти вікно перегляду. При використанні матричного множення, рівняння мають такий вигляд:
{\displaystyle {\begin{bmatrix}{b_{x}}\\{b_{y}}\\\end{bmatrix}}={\begin{bmatrix}{s_{x}}&0&0\\0&0&{s_{z}}\\\end{bmatrix}}{\begin{bmatrix}{a_{x}}\\{a_{y}}\\{a_{z}}\\\end{bmatrix}}+{\begin{bmatrix}{c_{x}}\\{c_{z}}\\\end{bmatrix}}}.
У той час як орфографічно проєктовані зображення являють собою тривимірну природу проєктованого об'єкта, вони не уявляють об'єкт, як це було б записано фотографічно або, як це сприймається глядачем, який безпосередньо спостерігає за ним. Зокрема, паралельні довжини у всіх точках на ортогонально проєктованому зображенні одного і того ж масштабу, незалежно від того, чи є вони далеко або близько до віртуального перегляду. В результаті, довжини біля до глядача не малюються в ракурсі, як вони б виглядали в перспективному проєктуванні.

## Слабка перспективна проєкція
«Слабка» перспективна проєкція використовує ті ж принципи ортогональної проєкції, але вимагає коефіцієнт масштабування, який необхідно вказати, таким чином гарантуючи, що ближчі об'єкти здаються більшими в проєкції, і навпаки. Це можна розглядати як гібрид між ортогональною і перспективною проєкціями, і описується або як перспективна проєкція з окремими глибинами точки {\displaystyle Z_{i}} заміненими середнім постійним глибини {\displaystyle Z_{ave}}, або просто як ортогональна проєкція з масштабуванням.
Таким чином, слабко-перспективна модель апроксимує перспективну проєкцію, використовуючи простішу модель, схожу на чисту (немасштабовану) ортогональну проєкцію. Це розумне зближення, коли глибина об'єкта уздовж лінії візування мала в порівнянні з відстанню від камери, а поле зору маленьке. При цих умовах можна припустити, що всі точки на 3D-об'єкті знаходяться на однаковій відстані {\displaystyle Z_{ave}} від камери, без суттєвих помилок у проєкції (в порівнянні з повною перспективною моделлю).

## Перспективна проєкція
Коли людське око бачить сцену, об'єкти на відстані здаються менше, ніж об'єкти поруч — це відомо як перспектива. У той час як ортогональна проєкція ігнорує цей ефект, щоб дозволити точні вимірювання, перспективна проєкція показує, що віддалені об'єкти менше, щоб забезпечити додатковий реалізм.
Перспективна проєкція вимагає більш активну участь визначення в порівнянні з ортогональною проєкцією. Концептуальною допомогою у розумінні механіки цієї проєкції є уявлення 2D проєкції, ніби об'єкт або об'єкти в цей час розглядається через видошукач камери. Положення камери, орієнтація і поле зору управління поведінкою перетворення проєкції. Наступні змінні визначені для опису цієї трансформації:
- {\displaystyle \mathbf {a} _{x,y,z}} — 3D-положення точки {\displaystyle A}, яка повинна бути спроєктована.
- {\displaystyle \mathbf {c} _{x,y,z}} — 3D-положення точки {\displaystyle C}, що представляє камеру.
- {\displaystyle \mathbf {\theta } _{x,y,z}} — орієнтація камери (представлена кутами Ейлера).
- {\displaystyle \mathbf {e} _{x,y,z}} — глядацьке положення щодо поверхні дисплея[3] яка проходить через точку {\displaystyle C}, яка представляє камеру.

Що призводить до:
- {\displaystyle \mathbf {b} _{x,y}} — 2D-проєкція {\displaystyle \mathbf {a} }.

Коли {\displaystyle \mathbf {c} _{x,y,z}=\langle 0,0,0\rangle ,} та {\displaystyle \mathbf {\theta } _{x,y,z}=\langle 0,0,0\rangle ,} 3D-вектор {\displaystyle \langle 1,2,0\rangle } проєктується на 2D вектор {\displaystyle \langle 1,2\rangle }.
В іншому випадку, для обчислення {\displaystyle \mathbf {b} _{x,y}} ми спочатку визначимо вектор {\displaystyle \mathbf {d} _{x,y,z}} як положення точки {\displaystyle A} стосовно системи координат, визначеній камерою, з початком в {\displaystyle C}, і повернутої на {\displaystyle \mathbf {\theta } } відносно початкової системи координат. Це досягається шляхом віднімання матриці {\displaystyle C} з {\displaystyle A} і потім застосування обертання по {\displaystyle -\mathbf {\theta } }. Це перетворення часто називають перетворенням камери, і воно може бути виражене, висловлюючи обертання в термінах обертань навколо осей {\displaystyle X}, {\displaystyle Y}, і {\displaystyle Z} (ці розрахунки мають на увазі те, що осі впорядковані як лівостороння система осей):

{\displaystyle {\begin{bmatrix}\mathbf {d} _{x}\\\mathbf {d} _{y}\\\mathbf {d} _{z}\\\end{bmatrix}}={\begin{bmatrix}1&0&0\\0&{\cos(\mathbf {-\theta } _{x})}&{-\sin(\mathbf {-\theta } _{x})}\\0&{\sin(\mathbf {-\theta } _{x})}&{\cos(\mathbf {-\theta } _{x})}\\\end{bmatrix}}{\begin{bmatrix}{\cos(\mathbf {-\theta } _{y})}&0&{\sin(\mathbf {-\theta } _{y})}\\0&1&0\\{-\sin(\mathbf {-\theta } _{y})}&0&{\cos(\mathbf {-\theta } _{y})}\\\end{bmatrix}}{\begin{bmatrix}{\cos(\mathbf {-\theta } _{z})}&{-\sin(\mathbf {-\theta } _{z})}&0\\{\sin(\mathbf {-\theta } _{z})}&{\cos(\mathbf {-\theta } _{z})}&0\\0&0&1\\\end{bmatrix}}\left({{\begin{bmatrix}\mathbf {a} _{x}\\\mathbf {a} _{y}\\\mathbf {a} _{z}\\\end{bmatrix}}-{\begin{bmatrix}\mathbf {c} _{x}\\\mathbf {c} _{y}\\\mathbf {c} _{z}\\\end{bmatrix}}}\right)}
Це уявлення відповідає обертанню на три кута Ейлера, використовуючи конвенцію {\displaystyle XYZ}, яку можна інтерпретувати як «обертання навколо зовнішніх осей (осі сцени) в порядку {\displaystyle Z}, {\displaystyle Y}, {\displaystyle X} (читання справа наліво)» або «поворот навколо власних осей (осі камери) в порядку {\displaystyle X}, {\displaystyle Y}, {\displaystyle Z} (читання зліва-направо)». Зверніть увагу, що якщо камера не повертається ({\displaystyle \mathbf {\theta } _{x,y,z}=\langle 0,0,0\rangle }), то матриці випадають (як тотожності), і це зводиться до простого зрушення: {\displaystyle \mathbf {d} =\mathbf {a} -\mathbf {c} .}
Як альтернатива, без використання матриць:
{\displaystyle {\begin{array}{lcl}\mathbf {d} _{x}=c_{y}(s_{z}\mathbf {y} +c_{z}\mathbf {x} )-s_{y}\mathbf {z} \\\mathbf {d} _{y}=s_{x}(c_{y}\mathbf {z} +s_{y}(s_{z}\mathbf {y} +c_{z}\mathbf {x} ))+c_{x}(c_{z}\mathbf {y} -s_{z}\mathbf {x} )\\\mathbf {d} _{z}=c_{x}(c_{y}\mathbf {z} +s_{y}(s_{z}\mathbf {y} +c_{z}\mathbf {x} ))-s_{x}(c_{z}\mathbf {y} -s_{z}\mathbf {x} )\\\end{array}}}
(де {\displaystyle \mathbf {x} } = {\displaystyle a_{x}-c_{x}} і т. д., {\displaystyle c_{\alpha }} = {\displaystyle \cos \left(\theta _{\alpha }\right)}, {\displaystyle s_{\alpha }} = {\displaystyle \sin \left(\theta _{\alpha }\right)}).
Це перетворення точки потім може проєктуватися на 2D площині, використовуючи формулу (тут x/у, використовується як площина проєкції; у літературі також може використовуватися x/z):
{\displaystyle {\begin{array}{lcl}\mathbf {b} _{x}&=&{\frac {\mathbf {e} _{z}}{\mathbf {d} _{z}}}\mathbf {d} _{x}-\mathbf {e} _{x}\\\mathbf {b} _{y}&=&{\frac {\mathbf {e} _{z}}{\mathbf {d} _{z}}}\mathbf {d} _{y}-\mathbf {e} _{y}\\\end{array}}.}
Або в матричній формі з використанням однорідних координат, система
{\displaystyle {\begin{bmatrix}\mathbf {f} _{x}\\\mathbf {f} _{y}\\\mathbf {f} _{z}\\\mathbf {f} _{w}\\\end{bmatrix}}={\begin{bmatrix}1&0&-{\frac {\mathbf {e} _{x}}{\mathbf {e} _{z}}}&0\\0&1&-{\frac {\mathbf {e} _{y}}{\mathbf {e} _{z}}}&0\\0&0&1&0\\0&0&1/\mathbf {e} _{z}&0\\\end{bmatrix}}{\begin{bmatrix}\mathbf {d} _{x}\\\mathbf {d} _{y}\\\mathbf {d} _{z}\\1\\\end{bmatrix}}}
в поєднанні з аргументами, використання подібних трикутників призводить до поділу однорідними координатами, даючи
{\displaystyle {\begin{array}{lcl}\mathbf {b} _{x}&=&\mathbf {f} _{x}/\mathbf {f} _{w}\\\mathbf {b} _{y}&=&\mathbf {f} _{y}/\mathbf {f} _{w}\\\end{array}}.}
Відстань від поверхні дисплея до глядача, {\displaystyle \mathbf {e} _{z}}, безпосередньо пов'язана з полем зору, де {\displaystyle \alpha =2\cdot \tan ^{-1}(1/\mathbf {e} _{z})} це розглянутий кут.
Наведені вище рівняння можна переписати таким чином:
{\displaystyle {\begin{array}{lcl}\mathbf {b} _{x}=(\mathbf {d} _{x}\mathbf {s} _{x})/(\mathbf {d} _{z}\mathbf {r} _{x})\mathbf {r} _{z}\\\mathbf {b} _{y}=(\mathbf {d} _{y}\mathbf {s} _{y})/(\mathbf {d} _{z}\mathbf {r} _{y})\mathbf {r} _{z}\\\end{array}}.}
В якому {\displaystyle \mathbf {s} _{x,y}} — розмір дисплея, {\displaystyle \mathbf {r} _{x,y}} — розмір робочої поверхні диска (наприклад CCD), {\displaystyle \mathbf {r} _{z}} відстань від поверхні запису центру камери, та {\displaystyle \mathbf {d} _{z}} це відстань, від 3D точки проєктування, до ока користувача.
Подальші операції відсікання і масштабування можуть бути необхідними для відображення 2D площини на будь-якому дисплеї.

## Схема
Для того, щоб визначити, який x-координатний екран відповідає точці, в {\displaystyle A_{x},A_{z}} помножимо координати точки на:
{\displaystyle B_{x}=A_{x}{\frac {B_{z}}{A_{z}}}}
де
{\displaystyle B_{x}} x координата екрана.
{\displaystyle A_{x}} x координата моделі.
{\displaystyle B_{z}} фокусна відстань — осьова відстань від центра камери до площини зображення.
{\displaystyle A_{z}} це відстань до об'єкта.